# 수잔 올리버

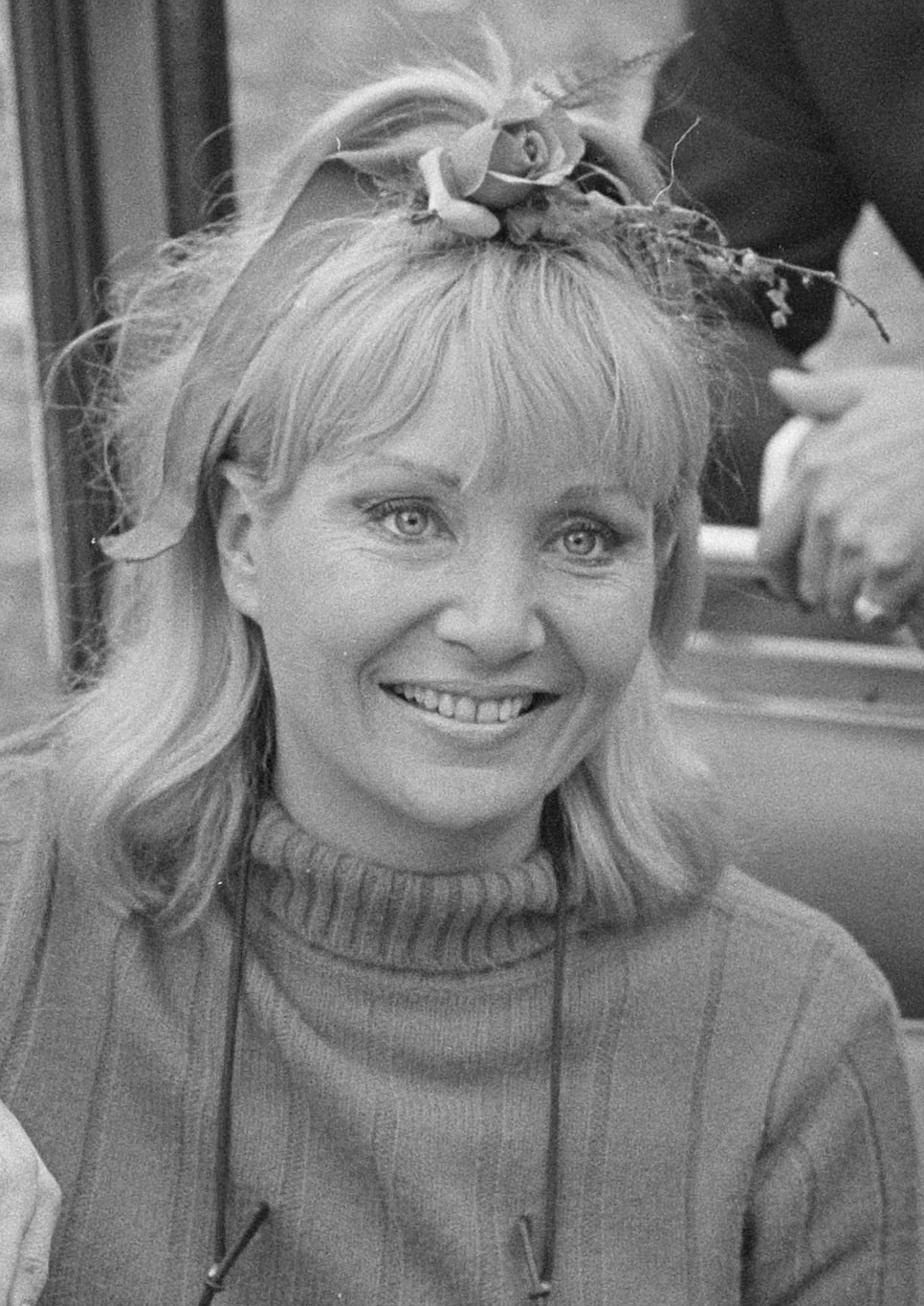

수잔 올리버(Susan Oliver, 1932년 2월 13일 ~ 1990년 5월 10일)는 미국의 배우, 영화 감독, 비행사, 텔레비전 배우, 연극 배우, 영화배우, 각본가이다.
뉴욕에서 태어났으며 우들랜드힐스에서 사망하였다. 사인은 폐암이다.

## 영화
- 하들리 워킹 (1980년)
- 창공의 여왕 (1976년)
- 체인지 오브 마인드 (1969년)
- 인베이더 - 시리즈 (1967년)
- 건스 오브 디아블로 (1965년)
- 우리 생애 나날들 (1965년)
- FBI (1965년)
- 스타 트렉 (1965년)
- 사고뭉치 간호조무사 (1964년)
- 루킹 포 러브 (1964년)
- 페이튼 플레이스 - TV 시리즈 (1964년)
- 도망자 (1963년)
- 케어테이커 (1963년)
- 버터필드 8 (1960년)
- 진 크루파 스토리 (1959년)